# توت (اردکان)
توت (اردکان)، روستایی از توابع بخش خرانق شهرستان اردکان در استان یزد ایران است.

## جمعیت
این روستا در دهستان زرین قرار دارد و براساس سرشماری مرکز آمار ایران در سال ۱۳۸۵، جمعیت آن ۱۹۵ نفر (۷۷خانوار) بوده‌است.